# Apolo Ohno
Apolo Anton Ohno (Seattle, Washington, 22 de mayo de 1982) es un patinador de velocidad sobre pista corta estadounidense retirado y un ocho veces medallista (dos de oro, dos de plata y cuatro de bronce) en los Juegos Olímpicos de Invierno.
Criado por su padre, Ohno comenzó a entrenar a tiempo completo en 1996. Él ha sido el rostro de la pista corta en los Estados Unidos desde que ganó sus medallas en los Juegos Olímpicos de invierno de 2002. A la edad de 14 años, se convirtió en el campeón nacional más joven de los Estados Unidos en 1997 y fue el campeón reinante de 2001-2009, ganando el título un total de 12 veces. En diciembre de 1999, se convirtió en el patinador más joven en ganar un título de Copa Mundial, y se convirtió en el primer estadounidense en ganar un título World Cup overall en 2001, el cual ganó nuevamente en 2003 y 2005. Él ganó su primer título general del campeonato mundial en los campeonatos de 2008.
Los elogios y logros de Ohno incluyen ser ser atleta masculino del Comité Olímpico y Paralímpico Estadounidense en octubre de 2003 y marzo de 2008, ewl atleta estadounidense de patinaje de velocidad del año 2003, y fue finalista en 2002, 2003 y 2006 para los Sullivan Award, que reconoce al mejor atleta aficionado en los Estados Unidos.  Desde que ganó reconocimiento a través de su deporte, Ohno ha trabajado como orador motivacional, filántropo, comenzó un negocio de suplementos nutricionales llamado 8 Zone, y en 2007, compitió y ganó el reality show Dancing with the Stars. Ohno más tarde se convirtió en presentador de una reanimación de Minute to Win It en Game Show Network y sirvió como un comentarista para la cobertura de NBC de los Juegos Olímpicos de invierno de 2014 en Sochi.

## Primeros años
Ohno nació en Seattle, Washington, de su padre japonés, Yuki Ohno (大野 幸 'Ōno Yuki'?) y su madre europea-estadounidense, Jerrie Le. Asistió a la Escuela Intermedia Saghalie en Federal Way, Washington. Los padres de Ohno se divorciaron cuando era un niño, y fue criado en Seattle por su padre. Ha tenido poco contacto con su madre biológica ya partir de 2002 no había expresado interés en conocer a su hermanastro mayor. El padre de Ohno, un estilista de cabello y dueño del salón Yuki's Diffusion, a menudo trabajaba turnos de 12 horas, y sin familia en los Estados Unidos, le resultaba difícil equilibrar su carrera y la familia. Su padre eligió nombrar a su hijo Apolo por las palabras griegas «apo», que significa «alejarse de» y «lo», que significa «mira, aquí viene».
Cuando Ohno era muy joven, su padre meticulosamente investigó a las guarderías proveedoras para cuidar a su hijo durante sus largas horas de trabajo. A medida que crecía, su padre se preocupó de que su hijo se convirtiera en un chico latchkey, por lo que consiguió que su hijo participara en la natación competitiva y en el patinaje sobre ruedas de cuatro velocidades a los 6 años. Más tarde pasó de la instrucción de Benton Redford, un Campeón Nacional, a un equipo en Federal Way, Washington llamado Pattisons Team Extreme y se convirtió en un campeón nacional de patinaje de velocidad en línea y titular de récords él mismo. Su padre usó el patinaje de velocidad en línea para su tiempo libre. Los días de Ohno se pasaban con las prácticas de natación matutina, seguidas por la escuela, y finalmente las prácticas de patinaje por la tarde.
Cuando Ohno tenía 12 años, ganó el campeonato estatal de Washington en el estilo pecho, pero prefirió el patinaje en línea que la natación. Ha declarado que cuando cumplió 13 años de edad asistió a fiestas con adolescentes mayores si no tenía competiciones los fines de semana. Su padre ha declarado que fue una lucha equilibrar el deseo de su hijo de independencia, mientras que lo ayudaba a alcanzar su potencial como un joven atleta.

## Carrera

### Principios
Cuando tenía 12 años, Ohno se interesó por el patinaje de velocidad sobre pista corta después de ver el deporte durante los Juegos Olímpicos de Lillehammer 1994.  Su padre capitalizó este interés conduciéndole a concursos de pista corta en todo el noroeste de Estados Unidos y Canadá, y Ohno ganó varias competiciones en sus divisiones de edad.  Su padre quería animar a Ohno a desarrollar sus habilidades y, aunque Ohno era menor de edad, lo hizo ingresar al Centro de Entrenamiento Olímpico Lake Placid en 1996 para entrenar a tiempo completo para la pista corta. A los 13 años de edad, Ohno fue el patinador más joven admitido en el centro.
Al principio, el compromiso de Ohno en Lake Placid era bajo hasta que sus compañeros lo apodaron "Chunky", lo que lo motivó a entrenar más duro. En enero, no logró formar el Equipo Mundial Juvenil de los Estados Unidos. Ohno ajustó su entrenamiento y regresó ganando el título general de los Campeonatos Sénior de los Estados Unidos en 1997, ganando una medalla de oro en los 1500 metros, una plata en los 300 metros, y quedó cuarto en las carreras de 500 metros. A la edad de 14 años, se convirtió en la persona más joven para ganar el título. Ohno luego se trasladó al Centro de Entrenamiento Olímpico de Colorado Springs para comenzar a entrenar con los patinadores de nivel sénior, a pesar de tener solo 14 años de edad.
Sin embargo, Ohno competiría en los campeonatos mundiales 1997 en Nagano, Japón, terminando decimonoveno puesto en general. Después de esta decepcionante derrota en su primera aparición en un campeonato mundial, Ohno regresó a Seattle. No entrenó de abril a agosto de 1997, por lo que ganó peso y estaba mal preparado para los Juegos Olímpicos de Nagano 1998. Como resultado, terminó último en los ensayos olímpicos y no calificó para el equipo olímpico. Debido a sus pérdidas en los Campeonatos Mundiales y su incapacidad para clasificarse para el equipo olímpico, Ohno se comprometió nuevamente con el deporte y volvió al patinaje de nivel júnior en Lake Placid, en lugar de Colorado Springs.
En el Campeonato Mundial Júnior de 1999, Ohno ganó el primero en la general, colocándose primero en los 1000 metros y 1500 metros, y ganando la plata en los 500 metros. Él ganó su segundo campeonato nacional mayor de los Estados Unidos en 1999. Terminó cuarto en la general en el Campeonato Mundial 1999 y ganó una medalla de plata en los 500 metros. En los Campeonatos de Estados Unidos de 2000, Ohno fue incapaz de defender su título y terminó tercero en general. En los Campeonatos Mundiales de 2000, Ohno terminó noveno. En la temporada 2000-2001, Ohno ganó su primer título mundial de la Copa, recuperó su título nacional y terminó segundo en general en el Campeonato Mundial, perdiendo ante el patinador chino Li Jiajun
.

### Juegos olímpicos de invierno de 2002

#### Controversia de la carrera de calificación
En diciembre de 2001, durante los Juegos Olímpicos de Patinaje de Velocidad 2002, el patinador de velocidad Shani Davis estaba compitiendo por una posición en el equipo de pista corta. Ohno y el patinador compañero Rusty Smith ya habían ganado las ranuras en el equipo de seis hombres debido a los puntos ganados de carreras anteriores. Para que Davis pudiera clasificarse, tuvo que colocarse primero en la carrera final, los 1000 metros, superando a los patinadores más fuertes Ohno, Smith y Ron Biondo. Desde que Ohno había sido dominante en la reunión hasta este punto por ganar cada carrera que entró, una victoria por Davis parecía ser poco probable.
Aunque Ohno, Smith y Biondo fueron muy favorecidos para ganar los 1000 metros, la carrera terminó con Ohno terminando tercero, Smith segundo, y Davis en la cima del podio. Antes de cruzar la línea de meta, Ohno comenzó a celebrar por Davis y Smith. El primer lugar de Davis ganó suficientes puntos para superar a Tommy O'Hare en la clasificación final y clasificarse para el sexto puesto. Al terminar segundo, Smith ganó la oportunidad de patinar individualmente en los 1000 metros. La celebración de la victoria fue de corta duración ya que los rumores comenzaron que Ohno y Smith, ambos buenos amigos de Davis, lanzaron intencionalmente la carrera para que Davis ganara.
Después de regresar a Colorado Springs, O'Hare, que no patinó en los 1000 metros, presentó una queja formal. La queja se fundó en el intento aparentemente deliberado de Ohno de impedir que Biondo pudiera pasar a Smith. Debido a ese movimiento de bloqueo en Biondo, Smith terminó en segundo lugar y Davis terminó primero. Durante tres días, Ohno, Smith y Davis se presentaron ante un panel de arbitraje del Comité Olímpico de los Estados Unidos. Durante la audiencia, Davis nunca fue acusado de ser culpable y Smith hizo la declaración: «Cualquier acusación de que hubo un arreglo, conspiración o entendimiento entre Apolo y yo, o cualquier otra persona, para dejar que Shani gane la carrera es completamente falso. Es un gran atleta, patinó una gran carrera y merece estar en el equipo». El veredicto final fue que las demandas de O'Hare no fueron probadas, los tres fueron absueltos de culpabilidad, y la demanda fue desestimada. Después del despido, Ohno declaró: «Estoy encantado de que el proceso de arbitraje me haya confirmado oficialmente ... Como dije desde el momento de estas acusaciones, eran falsas y no hice nada malo».

#### Juegos

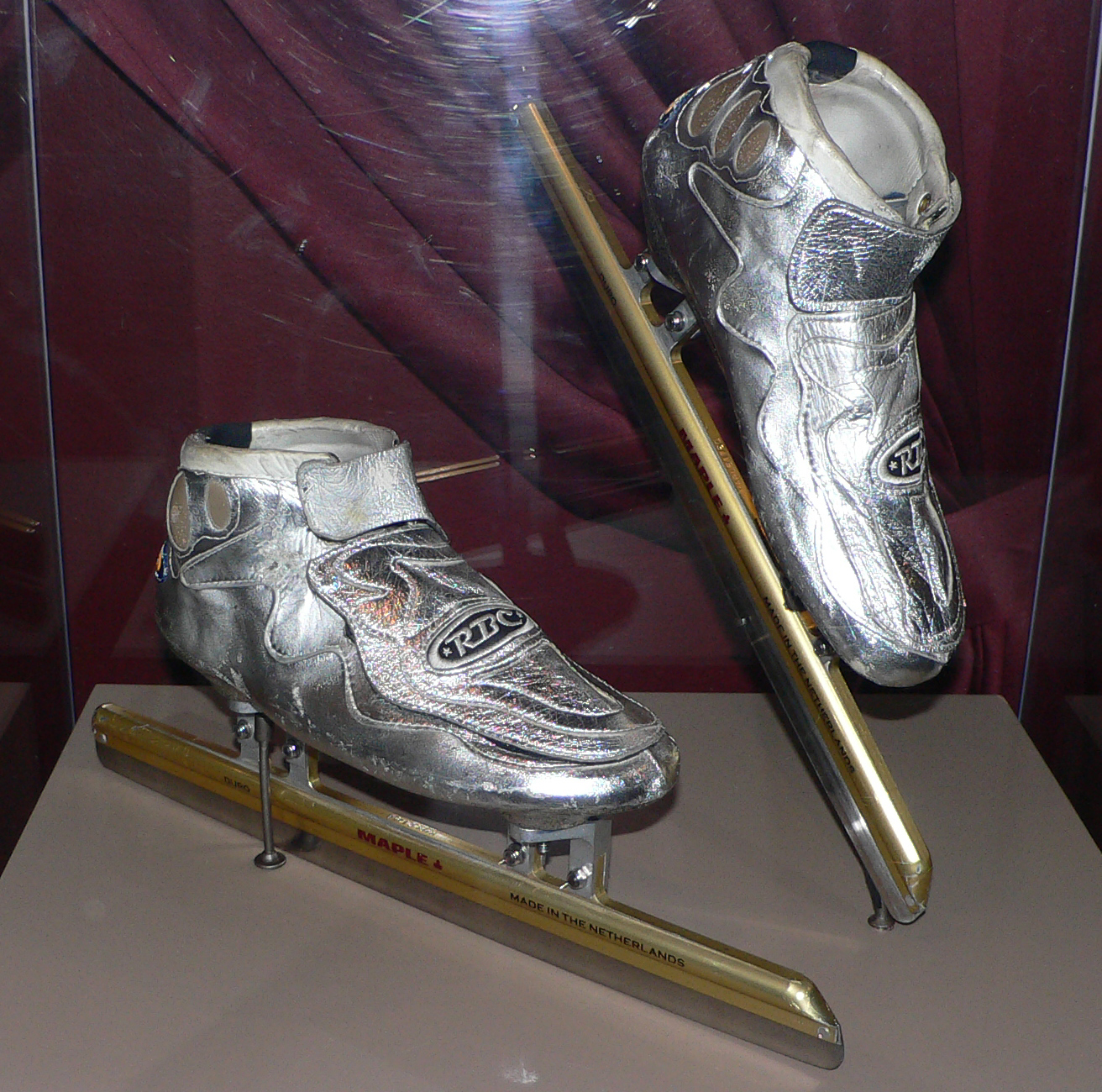
Los patines que Ohno usó en los Juegos Olímpicos de Invierno de 2002 se conservan en el Instituto Smithsoniano del Museo Nacional de Historia Estadounidense.

En los Juegos Olímpicos de Salt Lake City 2002 en Salt Lake City, Utah, Ohno surgió como el rostro del patinaje de velocidad de pista corta entre los aficionados estadounidenses. Fue un medallista en dos eventos, pero hubo controversia asociada con los resultados.
Después de una descalificación en la carrera de los 500 metros, fue el líder de los patinadores en la carrera de 1000 metros. Durante un giro alrededor de la esquina final, Ohno, Ahn Hyun Soo, Li Jiajun y Mathieu Turcotte cayeron en una serie de colisiones. El último hombre que estaba de pie era Steven Bradbury de Australia, que estaba detrás en ese entonces, y patinó a través para ganar la medalla de oro, convirtiéndose en la primera persona del hemisferio sur en ganar una medalla de oro en los Juegos Olímpicos de Invierno. Ohno rápidamente se puso de pie y cruzó la línea de meta para ganar la plata con Turcotte ganando el bronce. Ohno, por casualidad estaba usando patines, fabricados por la compañía de arranque de Bradbury, Revolutionary Boot Company. Bradbury se los había dado, esperando que ganara llevándolos.
En la carrera final de 1500 metros, con una vuelta por delante y actualmente en el segundo lugar, Ohno intentó hacer un pase al líder Kim Dong-Sung, que luego se desplazó hacia el interior y, como resultado, Ohno levantó los brazos para indicar que estaba obstruido. Kim terminó primero delante de Ohno pero fue descalificado por impedir, otorgando la medalla de oro a Ohno. El cuarto clasificado de la carrera, Fabio Carta de Italia, mostró su desacuerdo con la decisión de descalificación diciendo que era «absurdo que el coreano fuera descalificado». El chino Jiajun Li, que pasó del bronce a la plata, se mantuvo neutral diciendo: «Respeto la decisión del árbitro, no voy a decir más». Steven Bradbury, el ganador de la medalla de oro de 1000 metros, también compartió sus puntos de vista: «Si Dong-Sung se movió a través lo suficiente como para ser llamado para el seguimiento cruzado, no sé, obviamente se movió a través de un poco. Es la interpretación del juez. Mucha gente dirá que es correcto y mucha gente dirá que está mal. He visto movimientos como ese antes de que no fueron llamados. Pero los he visto llamados también».

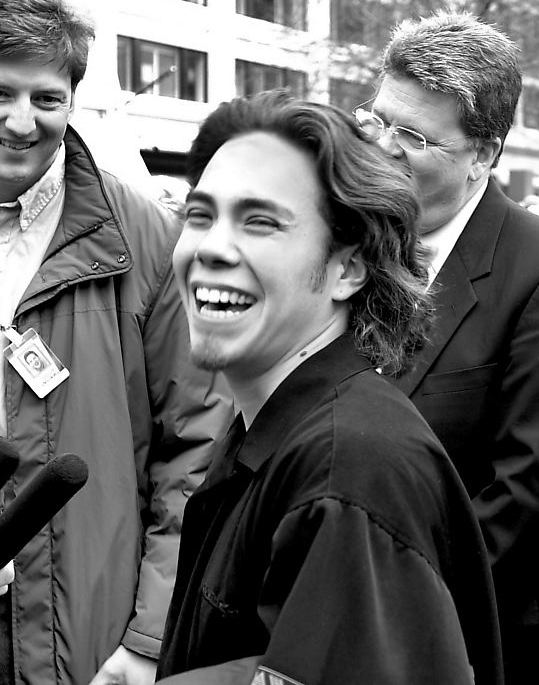
Ohno en Seattle, Washington, poco después de los Juegos Olímpicos de Invierno de 2002.

El equipo surcoreano protestó inmediatamente por la decisión del jefe de la carrera, pero sus protestas fueron negadas por la Unión Internacional de Patinaje sobre Hielo (ISU). El equipo coreano apeló entonces al Comité Olímpico Internacional (IOC) y al Tribunal de Arbitraje Deportivo (ISU). El ICO se negó a ver el caso, afirmando: «Este es un asunto que debe decidir la ISU, pero en este momento el ICO no ha recibido ninguna propuesta y no ha tomado ninguna medida». El CAS se puso de parte de los oficiales de la carrera como «no hay disposición en el reglamento de pista corta para revocar un juicio por el árbitro» después de que el equipo coreano pidió que se usara una reproducción de video para determinar si había o no una violación de regla.
La descalificación afectó a los partidarios surcoreanos, muchos de los cuales dirigieron su ira contra Ohno y al Comité Olímpico Internacional. Un gran número de correos electrónicos que protestaban contra los resultados de la carrera se estrelló contra el servidor de correo electrónico del Comité Olímpico, y miles de cartas acusatorias, muchas de las cuales contenían amenazas de muerte, fueron enviadas a Ohno y al comité. Ohno compartió sus pensamientos sobre la reacción hostil de los coreanos, diciendo: «Realmente me molestó, crecí en muchas culturas asiáticas, una coreana, muchas de mis mejores amigas eran coreanas. Más tarde me di cuenta de que fue construido por ciertas personas y que se dirigía a mí, la energía negativa de otras cosas, ni siquiera resultando en torno al deporte, sino en torno a la política, utilizando para estar en el pedestal como el sentimiento anti-estadounidense». A principios de ese mismo año, el presidente George Bush había nombrado a Corea del Norte como uno de los tres miembros del Eje del mal, que había molestado a algunos surcoreanos; dirigir su enojo a Ohno fue una forma menos directa de expresar la ira contra la decisión de Bush. La polémica continuó en la Copa Mundial de Fútbol de 2002, celebrada conjuntamente en Corea del Sur y Japón varios meses después de los Juegos Olímpicos. Cuando el equipo surcoreano de fútbol anotó un gol contra el equipo estadounidense, los jugadores coreanos Ahn Jung-hwan y Lee Chun-Soo hicieron un movimiento exagerado imitando el movimiento que Ohno había hecho durante el evento de patinaje de velocidad para  indicar que el otro atleta había entrado en su carril.

### Después de Salt Lake
Ohno siguió desempeñándose bien en el deporte después de los Juegos de Invierno de 2002. Él declinó participar en un evento de la Copa Mundial de 2003 en Corea por razones de seguridad. A pesar de la ausencia, defendió con éxito su título de Copa del Mundo durante la temporada 2003. Él continuó su dominación ganando nuevamente el título de la Copa Mundial en la temporada 2004-2005.

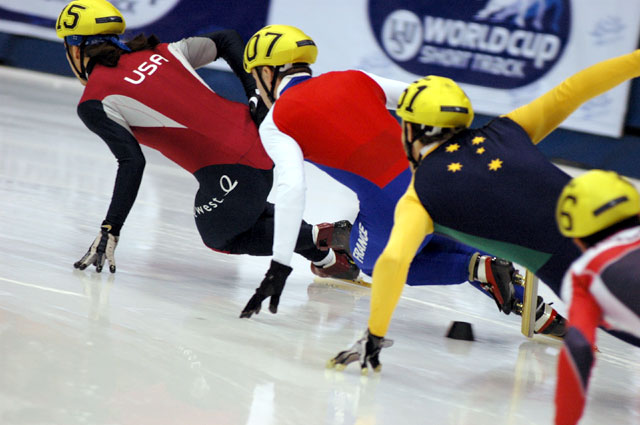
Ohno en la cabeza en una carrera de 500 metros de pista corta en la Copa Mundial 2004 en Saguenay

En el primer evento de la Copa Mundial de 2005 en China, Ohno se estremeció gravemente el tobillo y se retiró del evento. En el segundo evento en Corea del Sur, unos 100 policías antidisturbios colocaron guardia en el aeropuerto internacional de Incheon para evitar que le ocurriera daño a Ohno. Su preocupación se debió a una posible reacción negativa persistente de la controversia de la descalificación de los Juegos Olímpicos de 2002.
Ohno ganó dos medallas de oro, así como el título general en el encuentro a pesar de sufrir una grave enfermedad estomacal, y se sorprendió cuando la gente coreana aplaudió sus victorias, diciendo: «Yo estaba muy contento con la reacción de la multitud. Desde el momento en que aterrizamos, estaba muy contento de que no lo fueran (hostiles), todo fue realmente suave, estuvimos felices». No pudo defender su título de la Copa Mundial de las tres temporadas anteriores, terminando tercero en la clasificación general de 2005-2006. En los Campeonatos Mundiales de 2005, terminó segundo en la general, ganando las carreras de 1000 metros y 3000 metros.

### Juegos Olímpicos de Invierno 2006
En los Juegos Olímpicos de Invierno de 2006 en Turín, Italia, Ohno tropezó durante la semifinal en los 1500 metros. Terminando quinto, fue incapaz de defender su medalla de oro de 2002 en el evento. Ohno pudo ganar la medalla de bronce en los 1000 metros, con los patinadores coreano Ahn Hyun Soo y Lee Ho-suk terminando antes que él.
Después de dos falsas salidas de otros patinadores, Ohno ganó el oro en los 500 metros cuando tomó la delantera con un comienzo explosivo y lo mantuvo hasta el final. A pesar de las críticas que parecía moverse antes del inicio, una violación de las reglas, el inicio de la carrera fue validado por los funcionarios. Después, Ohno dijo: «Yo estaba en el momento en ese tiempo. Pensé que cronometrado en el comienzo apenas era perfecto. El arranque había sido muy rápido todo el día, por lo que había tantas falsas salidas al principio. Pero eso fue realmente bueno para mí».
El mismo día que ganó su oro de 500 m, ganó una medalla de bronce en el relevo masculino de 5000 m, con un pase interior del patinador italiano Nicola Rodigari en la última etapa para colocar a Estados Unidos en la tercera posición. Más tarde, durante la ceremonia de medallas para el evento, el equipo ganador de Corea del Sur y los estadounidenses se abrazaron, seguido por una foto de grupo con los medallistas.

### Salida y regreso post-olímpico
Tomando un año de ausencia del patinaje de competición cuando los Juegos Olímpicos de Invierno de 2006 terminaron, Ohno volvió a ganar su octavo título nacional, colocando primero en cada acontecimiento durante los campeonatos de los Estados Unidos sostenidos a partir del 23 al 25 de febrero de 2007. El 26 de abril de 2007, fue admitido en el Salón de la Fama de Asia, un premio que honra los logros de los asiáticos americanos.
Del 9 al 11 de marzo de 2007, compitió en el Campeonato Mundial de 2007 celebrado en Milán, Italia, ganando el oro en los 1500 metros debido a la descalificación de Song Kyung-Taek, que había bloqueado un intento de pasar por Ohno. Ganó el bronce en los 1000 metros, 3000 metros, y el relevo de 5000 metros con sus compañeros de equipo, Jordan Malone, Travis Jayner y Ryan Bedford. Debido a sus victorias, se convirtió en el medallista de bronce general, detrás del medallista de plata Charles Hamelin y Ahn Hyun Soo, que se convirtió en el primer hombre en convertirse en cinco veces Campeón Mundial.
El 24 de diciembre de 2007, en Kearns, Utah, Ohno ganó su noveno título nacional, terminando primero en los 1000 metros y los 1500 metros. También terminó primero en los 500 metros, pero fue descalificado por crosstracking.  En los 3000 metros, terminó segundo. En el Campeonato Mundial de 2008 en Gangneung, Corea del Sur, Ohno ganó su primer título general, colocando el primer lugar en los 500 metros, segundo en los 1000 metros, y el tercer lugar en los 3000 metros.  Derrotó a los surcoreanos Lee Ho-Suk, medallista de plata y Song Kyung-Taek, que terminó tercero en puntos. En 2009, ganó su décimo título nacional y clasificó para el equipo mundial. Incapaz de defender su campeonato, terminó quinto en la clasificación general en el Campeonato Mundial de 2009 en Viena, Austria, ocupando el segundo lugar en los 1000 metros, y ganando el oro con el equipo de relevos de 5000 metros.

### Juegos Olímpicos de Invierno 2010
En preparación para los Juegos Olímpicos de Vancouver 2010, Ohno perdió más de 9 kilogramos (20 libras) de peso desde que apareció en los Juegos de Invierno de 2002. Bajó a un marco corporal de 65,7 kg (145 libras) y un porcentaje de grasa corporal del 2,5% durante un programa de entrenamiento de 3 días al día de 5 meses combinado con un estricto programa nutricional. Como resultado, podría levantar el doble de peso que podía antes de la formación. Respecto a su régimen de entrenamiento, Ohno dijo: «Vengan estos Juegos, no hay nadie que vaya a estar más en forma como yo, no hay manera de hacerlo, si puedo ponerlo juntos en el hielo o no y sentirme bien, eso es otra historia. Pero sé que, desde el punto de vista del entrenamiento físico, nadie está ni siquiera cerca ... Nunca me he preparado así en mi vida, por nada, no quiero dejar nada en la mesa».

#### Ensayos
Durante los Juegos Olímpicos de Estados Unidos celebrados del 8 al 12 de septiembre de 2009, en Marquette, Míchigan, Ohno ganó el título general de la reunión y defendió su título nacional. Ganó las finales durante las carreras de 500 metros, 1000 metros y 1500 metros.  Sin embargo, durante la prueba de 1000 metros, Ohno llegó en segundo lugar a J. R. Celski a pesar de patinar un mejor personal de 1: 24.500 al mejor personal de Celski de 1: 23.981. Celski, que terminó segundo en la general y lideró en puntos después de las primeras dos noches de los ensayos, resultó herido durante un accidente en las semifinales de la carrera de 1000 metros cuando su patín derecho se cortó en su pierna izquierda; no patinó en las finales de 1000 metros. Ohno tuvo una victoria estrecha en los 500 metros, superando a la finalista de plata Jeff Simon por solo .039 segundos. Ohno, Celski, Jordan Malone, Travis Jayner y Simon Cho fueron los cinco primeros en los ensayos. Después, Ohno dijo del equipo nominado: «Este es el equipo más fuerte que hemos tenido. Me siento muy bien acerca de cómo vamos a hacer en los próximos Juegos Olímpicos».

#### Juegos
En la final de 1500 metros, Ohno se colocó en segundo lugar después de que dos patinadores coreanos, Lee Ho-Suk y Sung Si-Bak, entraron en contacto y se estrellaron contra la pared durante la vuelta final de la última vuelta. Estaba en el cuarto lugar en el choque, y como resultado, se trasladó al segundo lugar, ganando la plata. El patinador estadounidense J. R. Celski terminó con la medalla de bronce. La medalla de oro fue para el surcoreano Lee Jung-Su. Este triunfo le permitió a Ohno, con seis medallas de carrera, empatar a Bonnie Blair por la mayoría de las medallas ganadas por un olímpico de invierno de los Estados Unidos.
En la final de 1000 metros, Ohno había ganado la medalla de plata total para los 1000 metros durante la Copa del Mundo 2009-10 compitiendo en tres de las cuatro competiciones durante la temporada. Durante las finales de los 1000 metros, Ohno terminó en el tercer lugar, haciendo un regreso de un deslizamiento con menos de tres vueltas restantes. Con la victoria en la medalla de bronce, se convirtió en el atleta estadounidense más condecorado en los Juegos de Invierno con siete medallas de carrera. Bonnie Blair, la extitular del récord, dijo que estaba feliz por su logro, agregando: «Es una gran hazaña para él, el patinaje de velocidad estadounidense, los Estados Unidos de América, y esperamos que más niños vean sus logros y quieran probar nuestro gran deporte que ha sido tan bueno para nosotros y nos enseñó mucho sobre lo que se necesita para tener éxito en la vida».
En la final de 500 metros, Ohno terminó la carrera en segundo lugar detrás del canadiense Charles Hamelin. Sin embargo, fue descalificado después de impedir a François-Louis Tremblay de Canadá alrededor de la vuelta final. La medalla de plata fue a Sung Si-Bak, con Tremblay tomando el bronce.
El equipo de relevos de 5000 metros para los Estados Unidos terminó con la medalla de bronce. El equipo, formado por J. R. Celski, Simon Cho, Travis Jayner, Jordan Malone y Ohno, estaban en la cuarta posición para la mayoría de la carrera. Con un fuerte empuje de Celski a dos vueltas del final, Ohno como el ancla pierna fue capaz de pasar el equipo chino para el tercer lugar; Canadá ganó el oro y Corea del Sur tomó la plata. Esta medalla de bronce fue la octava medalla olímpica de su carrera.

## Vida personal

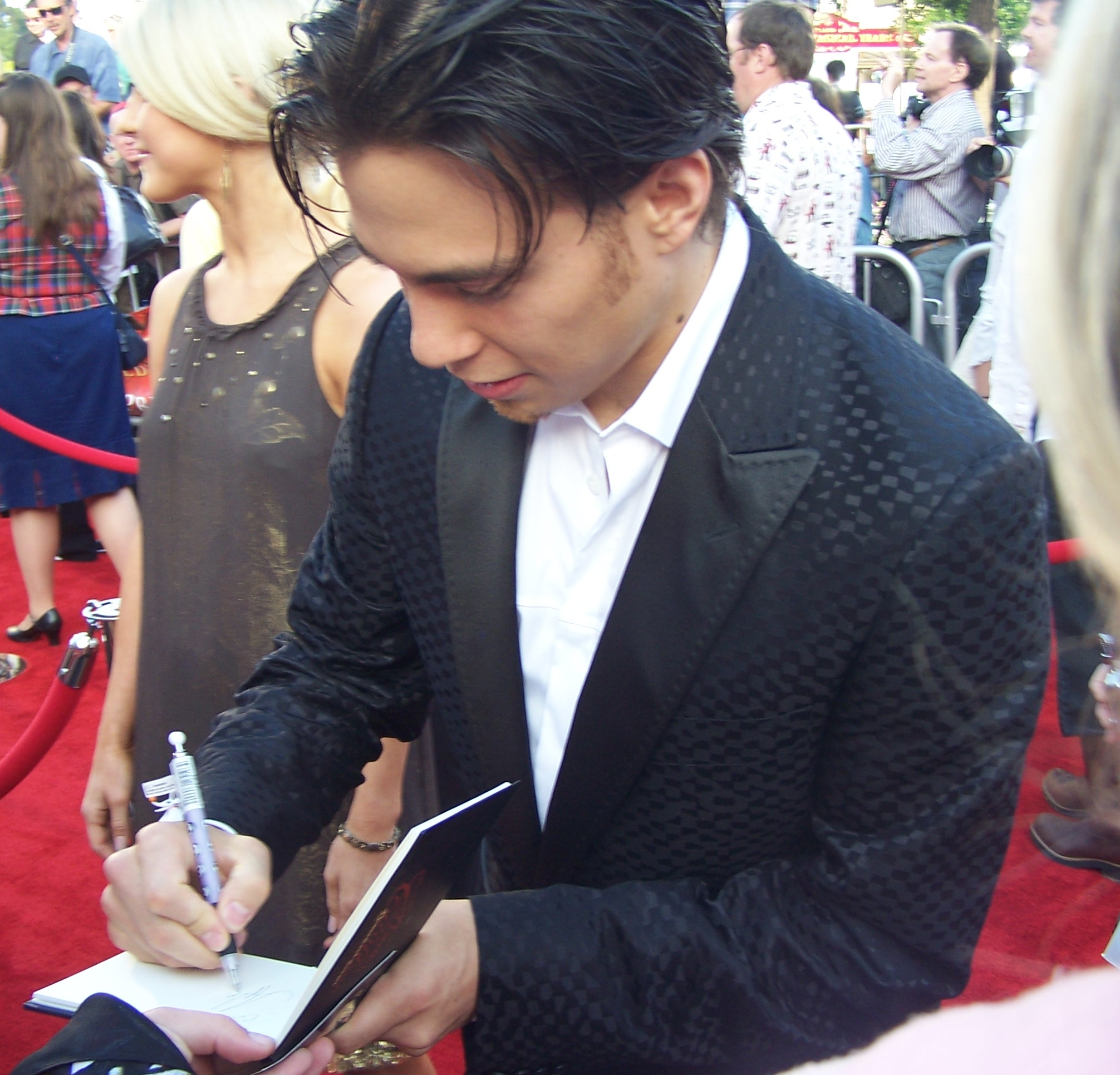
Ohno en el estreno de la película de Piratas del Caribe 3.

En los Estados Unidos, Ohno se acredita con la popularización y ser el rostro de su deporte. Dijo que es increíble ser un modelo a seguir para los patinadores más jóvenes. Al crecer, no tenía esa influencia dentro de su deporte, pero miraba a otros atletas fuera de su deporte, como Muhammad Ali, Joe Frazier y Lance Armstrong. La formación para la pista corta ha sido el foco principal de la vida de Ohno, pero ha podido trabajar en otros esfuerzos. Estudió negocios en la Universidad de Colorado en Colorado Springs. Al creer en hábitos alimenticios saludables, Ohno trabajó con su entrenador John Schaeffer durante los preparativos para los Juegos de Invierno de 2010 para desarrollar un negocio de suplementos nutricionales llamado 8 Zone.  Los suplementos consisten en segmentos de ocho horas donde se administra una dosis. Espera que este negocio pueda ser un patrocinador para los próximos Juegos Olímpicos.
Después de los Juegos de Invierno de 2010, creó la Fundación Apolo Anton Ohno y se asoció con el programa Ask, Listen, Learn de Century Council para desalentar el consumo de alcohol por parte de menores de edad y para promover un estilo de vida saludable.  Promover su objetivo de promover opciones de alimentos más saludables y trabajar con el respaldo de la Comisión de Papa del Estado de Washington, Él estará trabajando en un libro de cocina con los mejores chefs de Seattle en 2010.
Tiene interés en seguir una carrera en el mundo del entretenimiento. Participó y ganó la cuarta temporada del reality show estadounidense Dancing with the Stars. Regreso para la temporada 15 que cuenta con las celebridades all-star.  Los intereses de Ohno en la moda le llevaron a ser un juez invitado en el reality show de moda Project Runway en 2008, y un acuerdo de aprobación con Omega, el fabricante de relojes de lujo, en 2010. El presidente de Omega, Stephen Urquhart, dijo: «Estamos muy orgullosos de apoyar a Apolo aquí en Vancouver y felicitarlo por su destacada actuación. Está a punto de hacer historia propia y estamos encantados de que sea parte de la familia Omega». También apareció en Minute to Win It como el presentador del renacimiento de GSN en 2013, ya que es un fanático de la serie.
Ohno tiene interés en ser un filántropo. Participó en la campaña de GAP para combatir la propagación del VIH / SIDA en África al unirse a Product Red. La mitad de los ingresos fueron destinados al Fondo Mundial de Lucha contra el SIDA, la Tuberculosis y la Malaria.  Además de trabajar con el Ejército de Salvación y Clothes off our Back Foundations, utilizó su fama para ayudar a recaudar fondos para Ronald McDonald House en Seattle después de los Juegos de Invierno de 2002. Ayudó a recaudar $20,000 para Nikkei Concerns, un proveedor de cuidado y servicios para ancianos japoneses que viven en la noroeste del Pacífico. Más tarde ese año, Ohno se unió al senador Ted Kennedy en Washington D. C. para demostrar la importancia de la educación en matemáticas y ciencias ayudando a lanzar el programa «Math Move U Hippest Homework Happening», que dio a los estudiantes la oportunidad de hacer tareas de matemáticas en línea con celebridades y atletas.
También se ha ofrecido como voluntario con Special Olympics y ha participado en Unified Sports, que reúne a atletas con discapacidad intelectual y sin en el mismo equipo. Ohno actualmente sirve como Embajador Global de Olimpiadas Especiales antes de los Juegos Mundiales de Verano de 2015 que tienen lugar en Los Ángeles, California.
Ohno salió con su compañera de equipo de patinaje olímpico Allison Baver.
Ohno cofundó la compañía Allysian Sciences con Rod Jao.

### Patrocinios
Utilizando su reconocimiento y fama de su deporte, ha acumulado una lista de patrocinadores que incluyen McDonald's, Subway, General Electric, The Century Council, Vicks y Coca-Cola. Yuki, padre de Ohno, dijo acerca de los patrocinios: «Él no es como un atleta profesional que tiene un contrato de varios millones de dólares con un equipo... Él tiene que tener patrocinios para pagar las facturas». Aprovechando la fama de Ohno, Alaska Airlines Fueron los principales patrocinadores de los Juegos de Invierno de y diseñó un jet Boeing 737–800 con su imagen en el lateral.
Él era crítico de los líderes de la «Organización de Patinaje de Velocidad de los Estados Unidos» cuando una donación de $250.000 fue recaudada por los espectadores de programa de Comedy Central, The Colbert Report para la organización después de que su patrocinador comercial más grande, el banco holandés DSB Bank, se declaró en quiebra y no pudo donar sus 300.000 dólares en noviembre de 2009.  En un correo electrónico a Time, él escribió que «era un poco vergonzoso que nuestro liderazgo no pudiera asegurar a otros patrocinadores tres meses antes de los Juegos Olímpicos», pero acreditó al anfitrión del programa, Stephen Colbert, por «su disposición a ayudar a los mejores atletas de nuestra nación». A cambio de la donación de The Colbert Report, los patinadores de pista larga y pista corta tenían el logo de la "Colbert Nation" en sus uniformes para los eventos de la Copa Mundial que conducen a los Juegos de Invierno de 2010. Ohno no llevaba el logotipo porque Alaska Airlines era su patrocinador principal para los Juegos de 2010. También formó parte del bosquejo de Oreo, Team DSLR en 2011.

## Dancing with the Stars

### Temporada 4
Ohno participó en la temporada 4 del reality show de baile Dancing with the Stars. Él fue emparejado con la bailarina profesional Julianne Hough, y ambos aparecieron en el programa por primera vez el 19 de marzo de 2007. Juntos, recibieron el primer puntaje perfecto de 30 en la competencia para su rutina de samba el 16 de baril de 2007.  El dúo de baile se convirtió en finalista en la competencia, y pasó a convertirse en el ganador en mayo de 2007.
| Semana        | Baile / Canción                         | Puntajes de los jueces | Puntajes de los jueces | Puntajes de los jueces | Resultado       |
| Semana        | Baile / Canción                         | C.I                    | L.G.                   | B.T.                   | Resultado       |
| ------------- | --------------------------------------- | ---------------------- | ---------------------- | ---------------------- | --------------- |
| 1             | Chachachá / «Let's Hear It for the Boy» | 7                      | 7                      | 7                      | Sin eliminación |
| 2             | Quickstep / «Two Hearts»                | 8                      | 9                      | 9                      | Salvados        |
| 3             | Jive / «You Never Can Tell»             | 7                      | 8                      | 8                      | Salvados        |
| 4             | Vals / «If You Don't Know Me by Now»    | 9                      | 8                      | 9                      | Salvados        |
| 5             | Samba / «I Like to Move It»             | 10                     | 10                     | 10                     | Salvados        |
| 6             | Rumba / «Cool»                          | 9                      | 9                      | 10                     | Salvados        |
| 6             | Grupo Swing / «Rock This Town»          | Puntos extras no dados | Puntos extras no dados | Puntos extras no dados | Salvados        |
| 7             | Foxtrot / «Steppin' Out with My Baby»   | 9                      | 8                      | 9                      | Salvados        |
| 7             | Mambo / «Dr. Beat»                      | 9                      | 9                      | 10                     | Salvados        |
| 8             | Tango / «Jessie's Girl»                 | 10                     | 8                      | 10                     | Salvados        |
| 8             | Pasodoble / «Carnaval de Paris»         | 10                     | 10                     | 10                     | Salvados        |
| 9 (Semifinal) | Quickstep / «Mr. Pinstripe Suit»        | 10                     | 10                     | 10                     | Dos últimos     |
| 9 (Semifinal) | Chachachá / «Push It»                   | 10                     | 9                      | 10                     | Dos últimos     |
| 10 (Final)    | Rumba / «Midnight Train to Georgia»     | 9                      | 9                      | 10                     | Ganadores       |
| 10 (Final)    | Freestyle / «Bust a Move»               | 10                     | 10                     | 10                     | Ganadores       |
| 10 (Final)    | Pasodoble / «Carnaval de Paris»         | 10                     | 10                     | 10                     | Ganadores       |

### Temporada 15
En julio de 2012, se anunció que Ohno volvería para la temporada 15 all-star por una segunda oportunidad de ganar el trofeo mirrorball; esta vez fue emparejado con la bailarina profesional ganadora de la temporada 13, Karina Smirnoff. Fueron eliminados durante la novena semana de la competencia en una doble eliminación.
| Semana        | Baile / Canción                                                                        | Puntajes de los jueces   | Puntajes de los jueces   | Puntajes de los jueces   | Resultado        |
| Semana        | Baile / Canción                                                                        | C.I                      | L.G.                     | B.T.                     | Resultado        |
| ------------- | -------------------------------------------------------------------------------------- | ------------------------ | ------------------------ | ------------------------ | ---------------- |
| 1             | Chachachá / «Party Rock Anthem»                                                        | 7.5                      | 7.0                      | 7.5                      | Salvados         |
| 2             | Quickstep / «Five Months, Two Weeks, Two Days»                                         | 8.5                      | 8.0                      | 8.0                      | Salvados         |
| 3             | Foxtrot / «Fever»                                                                      | 9.0                      | 8.0                      | 8.5                      | Salvados         |
| 4             | Hip-hop / «Poison»                                                                     | 8.5                      | 9.0/8.51                 | 8.5                      | Salvados         |
| 5             | Equipo Freestyle / «Call Me Maybe»                                                     | 9.5                      | 10                       | 10                       | Sin eliminación  |
| 5             | Samba / «Give It to Me Baby»                                                           | 8.5                      | 9.5                      | 9.0                      | Sin eliminación  |
| 6             | Vals vienés / «Skin (Sarabeth)»                                                        | 10                       | 10                       | 10                       | Últimos salvados |
| 6             | Grupo Country-western / «Save a Horse (Ride a Cowboy)» & «I Play Chicken with a Train» | No ganaron puntos extras | No ganaron puntos extras | No ganaron puntos extras | Últimos salvados |
| 7             | Chachachá & Pasodoble fusión / «Scream»                                                | 9.0                      | 9.0                      | 9.0                      | Sin eliminación  |
| 7             | Maratón de Swing / «Do Your Thing»                                                     | Ganaron 6 puntos extras  | Ganaron 6 puntos extras  | Ganaron 6 puntos extras  | Sin eliminación  |
| 8             | Tango / «Holding Out for a Hero»                                                       | 10                       | 9.5                      | 10                       | Últimos salvados |
| 8             | Jive en trío / «Greased Lightnin'»                                                     | 9.5                      | 9.5                      | 10                       | Últimos salvados |
| 9 (Semifinal) | Jazz / «What You Waiting For?»                                                         | 8.5                      | 9.0                      | 9.5                      | Eliminados       |
| 9 (Semifinal) | Rumba / «Man in the Mirror»                                                            | 10                       | 10                       | 10                       | Eliminados       |

1Puntaje dado por la juez invitada Paula Abdul.

## Otras apariciones
En 2012, Ohno apareció como una estrella invitada en el episodio 17 de la segunda temporada de Hawaii Five-0, como sospechoso. También tuvo una aparición en The Biggest Loser en la temporada 12, episodio 9 y la temporada 15, episodio 12.
En 2013, Ohno apareció como el personaje "Stone" en la película original de Syfy, Tasmanian Devils, así como presentar el programa de GSN, Minute to Win It.
En 2015, Ohno apareció como un invitado en vivo durante el final de la temporada del programa en vivo de la NBC, Best Time Ever with Neil Patrick Harris.
En 2016, Ohno apareció como estrella invitada en Hollywood Game Night presentado por Jane Lynch en NBC.

## Apolo Ohno Invitacional
En noviembre de 2014 Ohno patrocinó una carrera de patinaje de velocidad en Salt Lake City, UT, que contó con los cuatro principales hombres y mujeres patinadores de los Estados Unidos, China, Canadá y los Países Bajos. Se emitió en NBCSN el 21 de noviembre de 2014 a las 10:00 p. m. EST.

## Otras lecturas
- Ohno, Apolo Anton; Abrahamson, Alan. Zero Regrets: Be Greater Than Yesterday, New York: Atria Books, 2010. ISBN 978-1-4516-0906-6.
- Ohno, Apolo Anton; Richardson, Nancy Ann. A Journey: the autobiography of Apolo Anton Ohno, New York: Simon & Schuster Books for Young Readers, 2002. ISBN 0-689-85608-3.
- Lang, Thomas.  Going for the gold: Apolo Anton Ohno: Skating on the edge, New York: Avon Books, 2002.  ISBN 0-06-051843-X.
- Aldridge, Rebecca.  Apolo Anton Ohno, New York: Chelsea House, 2009.  ISBN 978-1-60413-565-7.